# Umbanda
Az umbanda (portugál kiejtés: ũˈbɐ̃dɐ) afrobrazíliai vallás, szinkretista tendenciái miatt az umbanda kölcsönzött nevet a brazíliai városokban kialakuló eklektikus vallási jelenségek összes formájának.
Az umbanda a nyugat-afrikai eredetű vallási kultuszoknak, az őslakos amerikai törzsi hiedelmeknek a katolikus vallási elemekkel és a spiritizmussal alkotott szinkretikus formáját jelenti.
Követői ma minden néprétegben megtalálhatók, de főleg a módosabb eurobrazilok a hívei. Pontos számuk nem határozható meg, mert az umbanda ceremóniáin, kultuszain részt vevők jelentős része katolikusnak vallja magát. A tényleges hívők számát több százezertől pár millióig becsülik.

## Történet
Gyakorlatának nagy része már megtalálható volt a 19. század végének Brazíliájában, alapítását a 20. század elejére teszik, Zélio Fernandino de Moraes (1891–1975) médium nevéhez kapcsolva. Kardec tanát megszabadították doktrínás jellegétől és a candomblé befolyása alatt egy karitatív-misztikus vallássá vált, ami elsősorban a test és lélek gyógyítására irányult. A kardecizmusnak és a candomblénak ezzel két pólusa lett, ami az 1920-as években új vallást hozott létre, amit aztán hamarosan umbandának neveztek el.
Elsősorban Brazília déli részén és a szomszédos országokban, Argentínában és Uruguayban terjedt el.

## Jellemzők
Az umbanda spiritiszta jellege a szellemekkel való - médiumok közvetítésével történő - kapcsolattartásban és gyógyító tevékenységben nyilvánul meg. Feltételezik, hogy a betegségeket gonosz szellemek okozzák. 
Vallási szertartásaikat eksztázishoz vezető kultikus gyakorlatok, áldozatbemutatások jellemzik, amelyeket a babalaók, az "istenatyák"nak nevezett papok vezetik. 
Az umbanda nem rendelkezik saját központi tanrendszerrel. A katolikus szenteket és bibliai alakokat azonosítják a nyugat-afrikai és indián törzsi istenségekkel. Ezek két csoportra oszlanak: a jóságos orixákra és a gonosz exukra. A jótevő orixák élén az Ég Ura, Oxala áll, akit Jézus Krisztussal azonosítanak. A gonosz istenségek vezére Exu-Rei, aki a Sátán megfelelője. 
A spirituális világát számos szellemi erő népesíti be, melyek többek közt a következők:
- caboclos, a nagy amerikai indián vezetők vagy spiritualizált természeti erők szellemei.
- pretos velhos, egyes színes bőrű rabszolgák szellemei.
- crianças, meghalt gyermekek szellemei.
- orixas, afrikai ősök vagy istenségek szellemei.
- Jézus és Szűz Mária szelleme, a portugál népi katolicizmus szentjei, akiket gyakran megfeleltetnek az orixas csoport alakjaival.
- az Allan Kardec által kidolgozott francia spiritualizmushoz kapcsolódó szellemek és okkult erők.